# Prasseologia
La prasseologia (o praxeologia), termine derivante dal greco praxis (azione, pratica) e logos (studio, ragione), è la scienza dello studio dell'azione umana. Si basa sull'assunto fondamentale che gli individui agiscono intenzionalmente e con scopo, cercando di conseguire obiettivi specifici attraverso le loro azioni.
```
La 
prasseologia
 è una disciplina teorica che si focalizza sullo studio sistematico dell'azione umana. Distinta dalla 
psicologia
, che esamina gli eventi interni che possono portare a un'azione definita, la 
prasseologia
 considera l'azione stessa come oggetto centrale di analisi 
[
1
]
.
```

La disciplina parte dal presupposto che gli individui agiscono in modo propositivo e mirato, e si dedica a dedurre leggi universali sul comportamento umano a partire da questo assioma fondamentale. La prasseologia non si occupa delle motivazioni psicologiche o delle preferenze individuali che stanno dietro alle azioni, ma piuttosto analizza la logica e le strutture dell'azione umana, fornendo un quadro teorico per comprendere le scelte e i comportamenti umani in un contesto sistematico e logico. Sebbene il termine affondi le sue radici nella scuola austriaca di economia e sia strettamente associato a figure come Ludwig von Mises, la prasseologia si applica a un ampio spettro di discipline umane, offrendo una prospettiva unica per l'analisi delle azioni e delle interazioni sociali.

## Utilizzo del termine
Il termine praxéologie venne utilizzato per la prima volta da Louis Bourdeau nel 1882 in Théorie des sciences : Plan de science intégrale. Attualmente viene riferito al lavoro dell'economista Ludwig von Mises e al pensiero degli economisti che seguono la Scuola austriaca.
Secondo Nicola Abbagnano (cfr. Dizionario di filosofia, ed. Utet) il termine fu creato in realtà da Kotarbiński per definire l'insieme dei domini dell'attività pratica degli individui agenti, considerata dal punto di vista dell'utilità e dell'efficacia delle loro azioni.